# أفضل هداف دولي في العالم 2005
أحرز اللاعب البرازيلي ادريانو لقب هداف العالم لعام 2005 برصيد 18 هدفا بحسب ما أعلن الاتحاد الدولي لتاريخ وإحصائيات كرة القدم.
وسجل ادريانو 10 أهداف مع المنتخب بالإضافة إلى 8 أهداف مع انتر ميلان في منافسات دوري أبطال أوروبا، وجاءت القائمة لابراز الهدافين خلال العام، كما هو موضح في الجدول التالي.

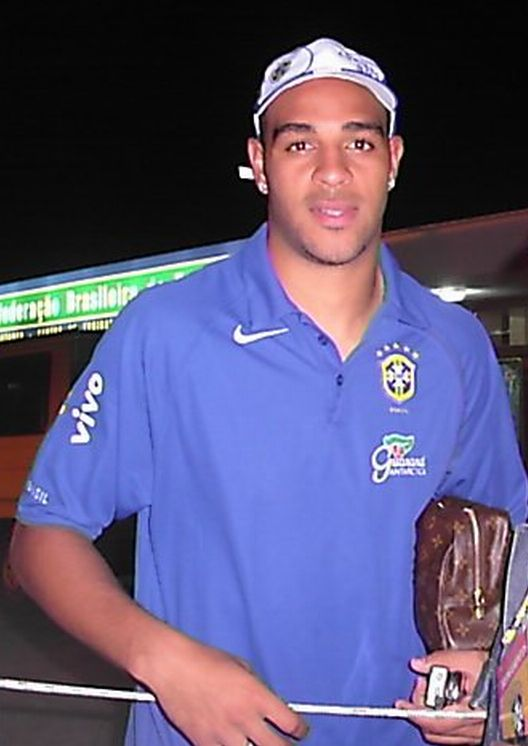
ادريانو هداف العالم لعام 2005

| التصنيف | لاعب            | البلد     | الإجمالي | اهدافه في المنتخب | اهدافه في الاندية | النادي               |
| ------- | --------------- | --------- | -------- | ----------------- | ----------------- | -------------------- |
| 1       | أدريانو         | البرازيل  | 18       | 10                | 8                 | انتر ميلان           |
| 2       | يلمر فيلاسكيز   | هندوراس   | 15       | 13                | 2                 | ديبورتيفو أولمبيا    |
| 3       | رونالدينهو      | البرازيل  | 14       | 7                 | 7                 | برشلونة              |
| 4       | عماد متعب       | مصر       | 14       | 7                 | 7                 | الأهلي               |
| 5       | جبريل سيسيه     | فرنسا     | 13       | 5                 | 8                 | ليفربول              |
| 6       | عمرو زكي        | مصر       | 12       | 12                | 0                 | الزمالك              |
| 7       | جاريد بورغيتي   | المكسيك   | 12       | 8                 | 4                 | باتشوكا ، بولتون     |
| 8       | هرنان كرسبو     | الأرجنتين | 12       | 6                 | 6                 | إيه سي ميلان، تشيلسي |
| 9       | روبينهو         | البرازيل  | 11       | 5                 | 6                 | سانتوس، ريال مدريد   |
| 10      | لويس غارسيا     | إسبانيا   | 11       | 3                 | 8                 | ليفربول              |
| 11      | أندري شيفتشينكو | أوكرانيا  | 11       | 2                 | 9                 | إيه سي ميلان         |

## مواضيع ذات صلة
- أفضل هدّاف العالم
- كرة قدم
- رياضة

## وصلات خارجية
- الموقع الرسمــي